# Yasushi Sakai
Yasushi Sakai (酒井康 Sakai Yasushi?, 11 de marzo de 1892 - 1 de agosto de 1986) fue un militar japonés que ejerció el cargo de teniente coronel. La mayor parte de su carrera la pasó como instructor. Durante la Segunda Guerra Mundial, sirvió en la campaña de Nueva Bretaña al mando de la 17.ª División.

## Carrera
Yasushi Sakai nació en la Prefectura de Tokio, siendo el hijo mayor de un coronel. El 28 de mayo de 1912 se graduó en la Academia del Ejército Imperial Japonés con el grado de subteniente de artillería. Más adelante cursó en varias academias militares del país obteniendo rangos destacados. Como de costumbre, siendo un oficial con excelentes se vio forzado a estudiar en el extranjero, y se estableció en Francia hasta 1927. El 9 de enero de 1931 fue ascendido a agregado militar en la embajada italiana. El mismo año se le entregó el título de coronel, lo que le llevó a ser ayudante de campo del emperador en 1935, y comandante del 1.er Regimiento de Artillería de Campaña en 1937.
En 1939, mientras en Europa se daba comienzo a la Segunda Guerra Mundial, fue ascendido a mayor general, al cargo de la 6.ª Brigada de Artillería de Campaña Pesada; y, el año siguiente, del 1.er Grupo de Artillería Independiente. En 1941 fue nombrado teniente general de la 56.ª División de Reserva. El 1 de diciembre de 1942 fue destinado al Ejército Expedicionario del Centro de China, al mando de la 17.ª División. Inmediatamente después de asumir el cargo fue desviado hacia el sur, a la isla de Nueva Bretaña, que necesitaba ser defendida a raíz del avance aliado. Mientras tanto, el 19 de octubre de 1943, se le adjudicó el Gran Cordón de la Orden Sagrado Tesoro. Después de llegar a Rabaul, intentó en vano oponer resistencia a las fuerzas estadounidenses y australianas, que finalmente recuperaron la isla después de una ardua campaña. En 1948, después de la desmovilización de 1947, trabajó como abogado para la empresa Bridgestone. De 1959 hasta enero de 1963, se desempeñó como secretario general de la Fundación Ishibashi. Murió a la edad de 94 años en Japón.

## Distinciones
- Gran Cordón de la Orden del Sagrado Tesoro.